# Пјан ди Салесеј (Белуно)
Пјан ди Салесеј (итал. Pian di Salesei) је насеље у Италији у округу Белуно, региону Венето.
Према процени из 2011. у насељу је живело 13 становника. Насеље се налази на надморској висини од 1170 м.